# Brad Holland (cestista)
John Bradley Holland, detto Brad (Billings, 6 dicembre 1956), è un ex cestista e allenatore di pallacanestro statunitense, professionista nella NBA.

## Carriera
Venne selezionato dai Los Angeles Lakers al primo giro del Draft NBA 1979 (14ª scelta assoluta).

## Palmarès

### Giocatore
- Campionato NBA: 1

Los Angeles Lakers: 1980